# Нант
Нант (на френски: Nantes, на бретонски Naoned) е град в Западна Франция, център на регион Пеи дьо ла Лоар, департамент Лоар Атлантик.

## География
Нант е разположен на 12 метра надморска височина в югоизточния край на Армориканските възвишения, на десния бряг на река Лоара, на 55 km от вливането ѝ в Атлантическия океан. Населението на града е около 298 029 души (2014), а на градската агломерация 908 815 души (2013). Срещу него на южния бряг на Лоара е разположен град Резе.

## Архитектурни забележителности
- Нантска катедрала „Свети Петър и Павел“

## Известни личности
Родени в Нант
- Анна Бретанска (1477 – 1514), френска кралица
- Жул Верн (1828 – 1905), френски писател
- Жан Делюмо (1923), френски историк

Починали в Нант
- Луи дьо Фюнес (1914 – 1983), френски киноактьор

Други
- Жан-Марк Еро (1950), френски политик, кмет на града през 1989 – 2012

## Спорт
Представителният футболен отбор на града носи името ФК Нант. Отборът е дългогодишен участник във френската Лига 1.

## Побратимени градове
- Агадир, Мароко